# クリスティ・スティーヴンス
クリスティ・スティーヴンス（Christie Stevens, 1988年3月23日 - ）は、アメリカ合衆国のポルノ女優。カリフォルニア州オレンジ郡出身。

## 経歴

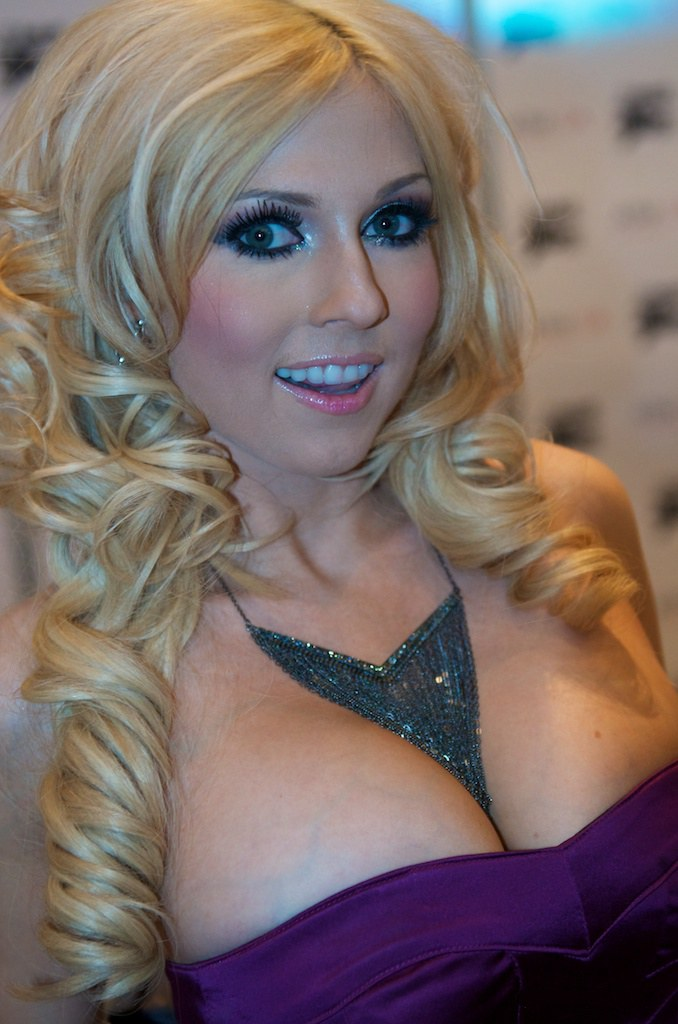
2012年のAVN Adult Entertainment Expoでのクリスティ

1988年3月23日、カリフォルニア州オレンジ郡に生まれる。カリフォルニア州リバーサイド郡テメキュラで育ち、ハイスクールに通う。余暇にはステージ（バレエ、タップダンス、ジャズ、ヒップホップ）のバックダンサーとして活動。その後、ユタ州ソルトレイクシティの大学では学生とストリッパーの二足の草鞋を履く。マスコミュニケーションの学士号を取得。Law School Admission Testも受検するが、結局向いていないと判断、ポルノ産業のキャリアを開始。
2011年12月、いわゆる素人系の写真を提供するWebサイトの撮影が決まる。ジャスティン・マグナムと競演したのが初仕事。その後数年間、Evil Angel, Hustler, Digital Playgroundなどの主要な制作スタジオから仕事をもらう。この時期のモデル事務所はL.A. Direct Models。
2013年、AVNアワードの最優秀新人部門Best New Starletにノミネートされる（最終的に受賞したのはレミー・ラクロア）。この年にはポルノ映画のみならず、テレビ用のエロ映画にも出演する。ディーン・マッケンドリック監督の映画『ストリッパーズ・フロム・アナザー・ワールド』（テレビ用タイトル:『ワイルド・ウーマン』）に出演している。『Intergalactic Swingers』ではエイリアンの女性Alanaを演じ、クリッシー・リン演じるDaraとともに植民地候補である地球を探索する。また、トレイシー・ローズの元コーチから演技のレッスンを受けたこともある。

## フィルモグラフィ

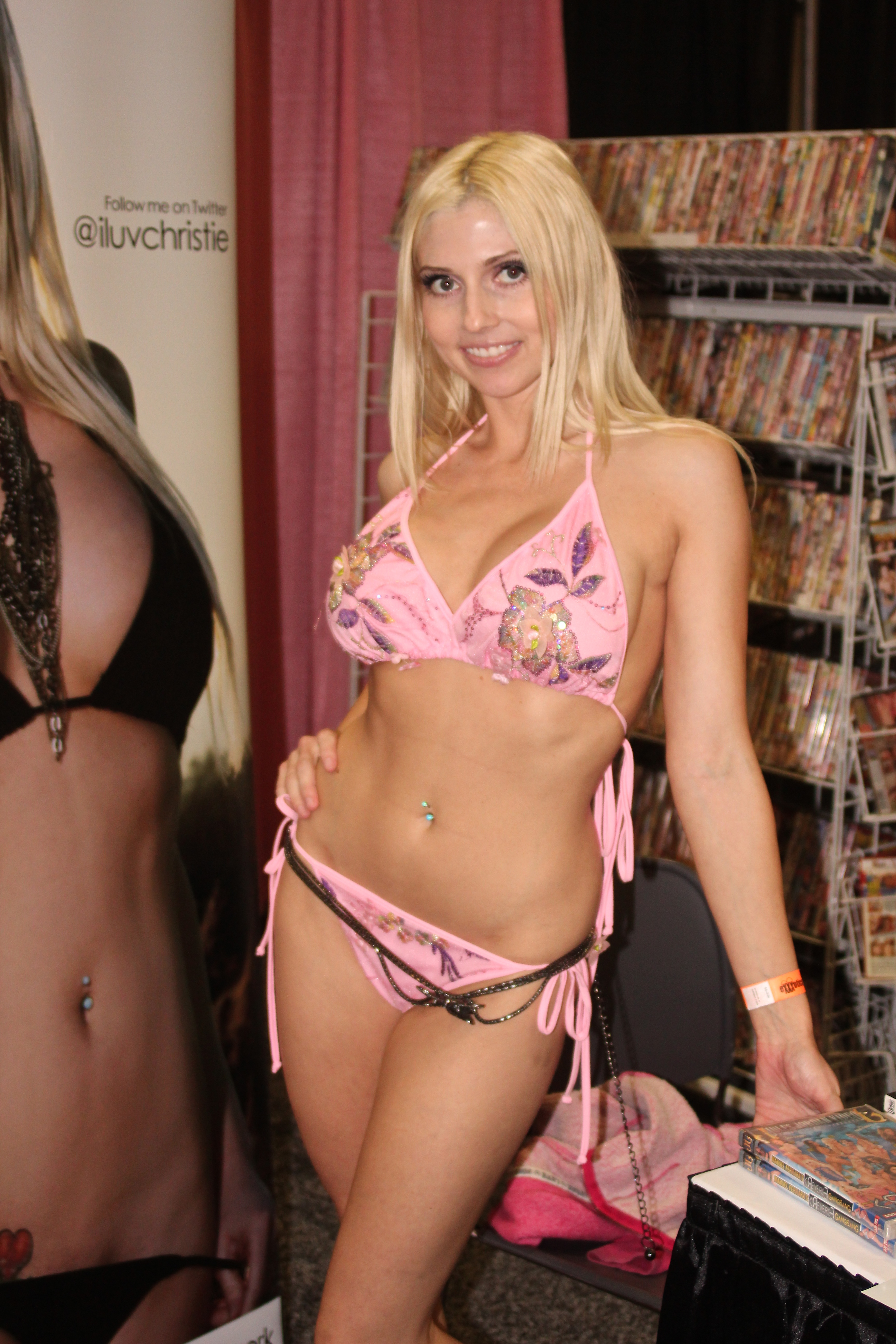
2013年

### ポルノ映画
- 2011: Three's Humpany
- 2012: Mandingo Massacre 5
- 2012: Tasha Reign Is Sexy
- 2012: Tug Jobs 24
- 2013: Anal Students 2
- 2013: Secretary's Day 6
- 2013: OMG... It's The Dirty Dancing XXX Parody
- 2013: The Lone Ranger XXX
- 2014: Big Mouthfuls 27
- 2014: This Ain’t Supernatural XXX
- 2015: Big Wet Interracial Tits 1
- 2017: Women Seeking Women 138
- 2018: POV Sluts: Anal Edition 2 (2018)
- 2019: It's a Mommy Thing! 10
- 2021: Moms Bang Teens Vol. 44

### テレビ
- 2013: Intergalactic Swingers
- 2013: Strippers from Another World (テレビ用タイトル: Wild Women)